# Tušev Dol
Tušev Dol je naselje u slovenskoj Općini Črnomelju. Tušev Dol se nalazi u pokrajini Dolenjskoj i statističkoj regiji Jugoistočnoj Sloveniji. 

## Stanovništvo
Prema popisu stanovništva iz 2002. godine naselje je imalo 70 stanovnika.